# Pechino Express (prima edizione)
La prima edizione del reality Pechino Express, sottotitolata Avventura in Oriente, è andata in onda in prima serata su Rai 2 dal 13 settembre al 15 novembre 2012 per 10 puntate, con la conduzione di Emanuele Filiberto di Savoia.
La coppia vincitrice di questa edizione è stata quella degli attori Alessandro Sampaoli e Debora Villa.

## Concorrenti
| Coppia           | Componenti                                                                           | Classifica | Stato                |
| ---------------- | ------------------------------------------------------------------------------------ | ---------- | -------------------- |
| Gli attori       | Alessandro Sampaoli e Debora Villa                                                   | 1ª         | Vincitori            |
| I ballerini      | Andrés Gil e Anastasija Kuz'mina                                                     | 2ª         | Secondi classificati |
| Zio e nipote     | Costantino della Gherardesca e Gherardo Fedrigo "Barù" Gaetani dell'Aquila d'Aragona | 3ª         | Eliminati            |
| I fidanzati      | Simone Rugiati e Malvina Seferi                                                      | 4ª         | Eliminati            |
| Padre e figlio   | Antonio Pizza e Marco Pizza                                                          | 5ª         | Eliminati            |
| Le veline        | Costanza Caracciolo e Federica Nargi                                                 | 6ª         | Eliminate            |
| Gli sportivi     | Nicolò Comi e Giorgio Rocca                                                          | 7ª         | Eliminati            |
| Madre e figlio   | Simona Izzo e Francesco Venditti                                                     | 8ª         | Eliminati            |
| Marito e moglie  | Massimiliano Lanza e Letizia Soldatelli                                              | 9ª         | Eliminati            |
| I fratelli       | Armando Salaroli e Alarico Salaroli                                                  | 10ª        | Eliminati            |
| I promessi sposi | Carla Carlesi e Riccardo Corsi                                                       | 11ª        | Ritirati             |

## Tappe
| Puntata | Paese       | Partenza                        | Intermedio                        | Arrivo                              | Lunghezza                  |
| ------- | ----------- | ------------------------------- | --------------------------------- | ----------------------------------- | -------------------------- |
| 1       | India       | Haridwar (Malviya Dwipa)        | Haldaur (CD Inter College)        | Delhi (Jayanti Park)                | 333 km                     |
| 2       | India       | Delhi (Tomba di Humayun)        | Jaipur (City Palace)              | Agra (Forte di Agra)                | 490 km                     |
| 3       | India       | Agra (Taj Gardens)              | Orchha (Chatri Palace)            | Khajuraho (Western Temples)         | 417 km                     |
| 4       | India       | Khajuraho (Scuola primaria)     | Varanasi (Sanskrit University)    | Gorakhpur (Gorakhnath Math)         | 616 km                     |
| T       | India Nepal | Gorakhpur - Lumbini             | Gorakhpur - Lumbini               | Gorakhpur - Lumbini                 | 80 km (in linea d'aria)    |
| 5       | Nepal       | Lumbini (Tempio di Maya Devi)   | Sauraha (River Sunset Point)      | Pokhara (Pagoda della pace)         | 300 km                     |
| 6       | Nepal       | Pokhara (Tashilin Refugee Camp) | Thankot (Thankot Park)            | Kathmandu (Tempio di Shiva-Parvati) | 200 km                     |
| T       | Nepal Cina  | Kathmandu - Shanghai            | Kathmandu - Shanghai              | Kathmandu - Shanghai                | 3 500 km (in linea d'aria) |
| 7       | Cina        | Shanghai (Fiume Huangpu)        | Wuzhen (Villaggio)                | Qufu (Tempio di Confucio)           | 890 km                     |
| 8       | Cina        | Qufu (Palazzo di Confucio)      | Tai'an (Monte Tai)                | Weifang (Yangjiabu Culture Village) | 340 km                     |
| 9       | Cina        | Weifang (People's Square)       | Cangzhou (Yihe Manner Restaurant) | Tianjin (Water Park)                | 500 km                     |
| 10      | Cina        | Haidian                         | Pechino (Piazza Tienanmen)        | Pechino (Tempio del Cielo)          | 170 km                     |
| Totale  | Totale      | Totale                          | Totale                            | Totale                              | 7 800 km ca.               |

## Tabella delle eliminazioni
LEGENDA
- Vincitori di Pechino Express
- Vincitori della prova immunità/prova vantaggio
- Vincitori di tappa
- A rischio eliminazione (ultimi e penultimi)
- La coppia si salva perché nella busta nera c'è scritto che la tappa non è eliminatoria
- La coppia viene eliminata, ma viene ripescata nella tappa successiva
- La coppia arriva ultima al traguardo e viene eliminata direttamente
- Coppia arrivata al traguardo con la Bandiera Nera (retrocede di una posizione)
- La coppia si ritira
- N.C. la coppia non porta a termine la tappa

| Coppie                                  | 1ª puntata India | 2ª puntata India       | 3ª puntata India       | 4ª puntata India       | 4ª puntata India       | 5ª puntata Nepal       | 6ª puntata Nepal       | 7ª puntata Cina        | 7ª puntata Cina        | 8ª puntata Cina        | 8ª puntata Cina        | 9ª puntata Cina        | 9ª puntata Cina        | 10ª puntata Cina       | 10ª puntata Cina        | 10ª puntata Cina        |
| --------------------------------------- | ---------------- | ---------------------- | ---------------------- | ---------------------- | ---------------------- | ---------------------- | ---------------------- | ---------------------- | ---------------------- | ---------------------- | ---------------------- | ---------------------- | ---------------------- | ---------------------- | ----------------------- | ----------------------- |
| Alessandro Sampaoli e Debora Villa      | Immunità         | 3ª                     | 6ª                     | 1ª                     | 1ª                     | 4ª                     | Immunità               | 2ª                     | 2ª                     | 3ª                     | 3ª                     | Vantaggio              | 1ª                     | 1ª                     | 1ª                      | 1ª                      |
| Andrés Gil e Anastasija Kuz'mina        | 1ª               | 2ª                     | 4ª                     | 3ª                     | 3ª                     | 3ª                     | 3ª                     | 3ª                     | 3ª                     | 4ª                     | 4ª                     | 3ª                     | 3ª                     | 2ª                     | Vantaggio               | 2ª                      |
| Costantino della Gherardesca e Barù     | 3ª               | 5ª                     | 2ª                     | 5ª→ 4ª                 | 5ª→ 4ª                 | 2ª                     | 2ª                     | 5ª                     | 5ª                     | 2ª                     | 2ª                     | 2ª                     | 2ª                     | 3ª                     | Eliminati (10ª puntata) | Eliminati (10ª puntata) |
| Simone Rugiati e Malvina Seferi         | 2ª               | 4ª                     | 3ª                     | Bandiera nera          | 4ª→ 5ª                 | 1ª                     | 1ª                     | Vantaggio              | 1ª                     | Vantaggio              | 1ª                     | 4ª                     | 4ª                     | Eliminati (9ª puntata) | Eliminati (9ª puntata)  | Eliminati (9ª puntata)  |
| Antonio Pizza e Marco Pizza             | 4ª               | 6ª                     | 5ª                     | 2ª                     | 2ª                     | Immunità               | 4ª                     | 4ª                     | 4ª                     | 5ª                     | 5ª                     | Eliminati (8ª puntata) | Eliminati (8ª puntata) | Eliminati (8ª puntata) | Eliminati (8ª puntata)  | Eliminati (8ª puntata)  |
| Costanza Caracciolo e Federica Nargi    | 8ª               | 1ª                     | 7ª                     | 6ª                     | 6ª                     | 6ª                     | 5ª                     | Eliminate (6ª puntata) | Eliminate (6ª puntata) | Eliminate (6ª puntata) | Eliminate (6ª puntata) | Eliminate (6ª puntata) | Eliminate (6ª puntata) | Eliminate (6ª puntata) | Eliminate (6ª puntata)  | Eliminate (6ª puntata)  |
| Giorgio Rocca e Niccolò Comi            | 6ª               | Immunità               | Immunità               | Immunità               | Immunità               | 5ª                     | Eliminati (5ª puntata) | Eliminati (5ª puntata) | Eliminati (5ª puntata) | Eliminati (5ª puntata) | Eliminati (5ª puntata) | Eliminati (5ª puntata) | Eliminati (5ª puntata) | Eliminati (5ª puntata) | Eliminati (5ª puntata)  | Eliminati (5ª puntata)  |
| Simona Izzo e Francesco Venditti        | 5ª               | 7ª                     | 1ª                     | 7ª                     | 7ª                     | Eliminati (4ª puntata) | Eliminati (4ª puntata) | Eliminati (4ª puntata) | Eliminati (4ª puntata) | Eliminati (4ª puntata) | Eliminati (4ª puntata) | Eliminati (4ª puntata) | Eliminati (4ª puntata) | Eliminati (4ª puntata) | Eliminati (4ª puntata)  | Eliminati (4ª puntata)  |
| Massimiliano Lanza e Letizia Soldatelli | Non in gara      | 8ª                     | Eliminati (2ª puntata) | Eliminati (2ª puntata) | Eliminati (2ª puntata) | Eliminati (2ª puntata) | Eliminati (2ª puntata) | Eliminati (2ª puntata) | Eliminati (2ª puntata) | Eliminati (2ª puntata) | Eliminati (2ª puntata) | Eliminati (2ª puntata) | Eliminati (2ª puntata) | Eliminati (2ª puntata) | Eliminati (2ª puntata)  | Eliminati (2ª puntata)  |
| Alarico Salaroli e Armando Salaroli     | 7ª               | Eliminati (1ª puntata) | Eliminati (1ª puntata) | Eliminati (1ª puntata) | Eliminati (1ª puntata) | Eliminati (1ª puntata) | Eliminati (1ª puntata) | Eliminati (1ª puntata) | Eliminati (1ª puntata) | Eliminati (1ª puntata) | Eliminati (1ª puntata) | Eliminati (1ª puntata) | Eliminati (1ª puntata) | Eliminati (1ª puntata) | Eliminati (1ª puntata)  | Eliminati (1ª puntata)  |
| Carla Carlesi e Riccardo Corsi          | N.C.             | Ritirati (1ª puntata)  | Ritirati (1ª puntata)  | Ritirati (1ª puntata)  | Ritirati (1ª puntata)  | Ritirati (1ª puntata)  | Ritirati (1ª puntata)  | Ritirati (1ª puntata)  | Ritirati (1ª puntata)  | Ritirati (1ª puntata)  | Ritirati (1ª puntata)  | Ritirati (1ª puntata)  | Ritirati (1ª puntata)  | Ritirati (1ª puntata)  | Ritirati (1ª puntata)   | Ritirati (1ª puntata)   |

## Prove immunità/vantaggio
Dalla prima alla sesta puntata viene organizzata la prova immunità, i cui vincitori sono automaticamente ammessi alla puntata successiva. Dalla settima puntata la coppia vincitrice della prova vantaggio riceve un benefit ma non è esclusa da un'eventuale eliminazione.
- Coppia vincitrice dell'immunità/del vantaggio

| Puntata | Tappa                                | 1ª coppia      | 2ª coppia      | 3ª coppia   | 4ª coppia   |
| ------- | ------------------------------------ | -------------- | -------------- | ----------- | ----------- |
| 1       | Haldaur (CD Inter College)           | Gli attori     | Gli sportivi   | I fidanzati | -           |
| 2       | Jaipur (City Palace)                 | I ballerini    | Gli sportivi   | -           | -           |
| 3       | Orchha (Chatri Palace)               | Gli sportivi   | I ballerini    | -           | -           |
| 4       | Varanasi (Man Mandir Ghat)           | I fidanzati    | Gli sportivi   | I ballerini | -           |
| 5       | Sauraha (Parco nazionale di Chitwan) | Zio e nipote   | Padre e figlio | -           | -           |
| 6       | Thankot (Thankot Park)               | Padre e figlio | Gli attori     | I fidanzati | I ballerini |
| 7       | Wuzhen (Villaggio)                   | I fidanzati    | I ballerini    | -           | -           |
| 8       | Tai'an (Tempio di Daimiao)           | Gli attori     | Padre e figlio | I fidanzati | -           |
| 9       | Cangzhou (Yihe Manner Restaurant)    | Gli attori     | I ballerini    | -           | -           |
| 10      | Pechino (Stadio nazionale)           | Gli attori     | I ballerini    | -           | -           |

## Handicap
In ogni puntata la coppia vincitrice della prova immunità o della prova vantaggio decide la coppia o le coppie che avranno un handicap che complicherà il loro viaggio verso la meta.
| Puntata | Handicap                                                                                               | Coppia/e                   | Coppia/e                   |
| ------- | --- | -------------------------- | -------------------------- |
| 1       | Portare 15 kg di sterco di vacca fino al traguardo                                                     | Gli sportivi               | Gli sportivi               |
| 2       | Lavare un elefante                                                                                     | I fidanzati                | Marito e moglie            |
| 3       | Esclusione dal resort e dalla cena all'italiana                                                        | Padre e figlio             | Padre e figlio             |
| 4       | Consegna della bandiera nera                                                                           | I ballerini                | I ballerini                |
| 5       | Portare un Pinocchio in legno di 1,90 m fino al traguardo                                              | Gli sportivi               | Gli sportivi               |
| 6       | Avere gli zaini legati da una catena chiusa da un lucchetto                                            | I fidanzati                | I fidanzati                |
| 7       | Avere gli zaini legati e nuova composizione delle coppie da mantenere fino a pochi metri dal traguardo | Tutte, eccetto i fidanzati | Tutte, eccetto i fidanzati |
| 8       | Scattare una foto mentre giocano a Mahjong e praticano Tai Chi                                         | Tutte, eccetto i fidanzati | Tutte, eccetto i fidanzati |
| 9       | Ritardo di 10, 15 o 30 minuti rispetto ai vincitori della prova                                        | Tutte, eccetto gli attori  | Tutte, eccetto gli attori  |
| 10      | Ritardo di 5 minuti rispetto ai vincitori della prova                                                  | Attori                     | Attori                     |

## Puntate

### 1ª tappa (Haridwar → Delhi)
La prima puntata è andata in onda in prima visione il 13 settembre 2012 nella fascia di prime time su Rai 2.

#### Missioni
- Missione iniziale: ad inizio tappa i concorrenti hanno dovuto cercare tra la folla di Har-ki-Pauri dieci santoni indiani, i sadhu, uomini con una folta barba e il "terzo occhio" che hanno consegnato ai concorrenti del latte e delle ceste pieni di fiori. Dopo aver portato questi doni ai piedi della statua di Shiva hanno ritirato i loro zaini.
- Seconda missione: al mercato di Khari Baoli, situato nella vecchia Delhi, le coppie hanno dovuto aiutare delle casalinghe indiane a fare la spesa trasportandole in risciò e comprandole gli ingredienti per la preparazione del pollo tikka masala, ovvero il pollo con riso e spezie, che hanno trovato alle bancarelle contrassegnate dalla bandiera di Pechino Express. Solo dopo il completamento della missione i concorrenti sono potuti ripartire verso il traguardo finale grazie alle istruzioni fornite loro dalla signora indiana.

#### Prova immunità
Le coppie alle quali è stato permesso di partecipare a questa prova sono le prime tre arrivate al CD Inter College di Haldaur, il traguardo intermedio. I partecipanti hanno dovuto guidare un carro trainato da due buoi lungo un circuito ovale da percorrere per tre volte; concluso il primo giro uno dei due componenti di ogni coppia è dovuto scendere dal carro, slegare da un palo una lunga scala in legno e caricarla sul carretto. Al secondo passaggio sempre un concorrente, servendosi della scala, è dovuto arrivare in cima ad un covone di paglia dove ha recuperato un falcetto. Ripresa la corsa sui carri le coppie hanno concluso l'ultimo giro e un componente di ogni coppia ha dovuto cercare all'interno di un piccolo silo pieno di paglia una scatola in legno e con il falcetto ha dovuto tagliare la corda che la vincolava. Caricata la scatola sul carretto ogni coppia ha dovuto raggiungere il traguardo.
La prima coppia a concludere il percorso ha vinto l'immunità e il comodo trasferimento fino a Delhi su un'auto guidata da un autista; inoltre viene concessa la possibilità di trascorrere la notte in un famoso albergo della metropoli indiana, cenare in uno dei più famosi ristoranti della città ed assistere ad uno spettacolo Bollywoodiano. La coppia immune ha dovuto inoltre scegliere una coppia alla quale assegnare l'handicap e in questa prima puntata è consistito nel portare fino al traguardo finale un recipiente contenente quindici chilogrammi di sterco di vacca.

### 2ª tappa (Delhi → Agra)
La seconda puntata andò in onda in prima visione il 20 settembre 2012 nella fascia di prime time su Rai 2.

#### Missioni
- Missione iniziale: all'interno di ogni coppia un concorrente ha dovuto avvolgere attorno al capo del proprio compagno un turbante utilizzando sette metri di stoffa e dopo aver visto la corretta sistemazione svolta da una signora indiana. Dopo averlo indossato, un maharaja ha valutato il lavoro fatto dalla coppia la quale ha potuto continuare la tappa solo in caso di esito positivo. Se il turbante avvolto dalla coppia non era ritenuto corretto, questa doveva riprovare fino al consenso del maharaja.
- Seconda missione: la prova è consistita nel riempire una giara d'acqua nel famoso pozzo a gradoni del villaggio di Abhaneri chiamato Chand Baori il quale può essere raggiunto solo percorrendo una lunga scalinata composta da 3 500 gradini disposti su tredici livelli. Il pozzo risulta profondo circa 30 metri anche se il livello dell'acqua varia sensibilmente durante l'anno.

#### Prova immunità
Solo le prime due coppie arrivate al traguardo intermedio posto al City Palace di Jaipur hanno potuto disputare le prova immunità. Ogni coppia aveva a disposizione trenta sacchi, solo quattro di essi conteneva le gemme colorate richieste mentre i restanti erano pieni di sassi; i componenti di ogni coppia, alternandosi, hanno dovuto percorrere un'asse di equilibrio impugnando una particolare canna da pesca grazie alla quale agganciavano i sacchi. Questi ultimi sono stati trasportati uno per volta e sono stati immediatamente aperti per scoprire il loro contenuto; una volta trasportati i quattro sacchi contenenti gemme colorate un concorrente per coppia ha dovuto cercare l'unica gemma nera presente in ognuno di essi e ha dovuto rilevare se questa si incastrava correttamente nella collana della principessa.
La prima coppia in grado di trovare la gemma mancante si è aggiudicata l'immunità inoltre ha avuto la possibilità di partecipare ad un matrimonio tradizionale indiano, raggiungendo il luogo della cerimonia in sella ad un elefante; successivamente un'auto ha trasportato gli "immuni" fino ad Agra, dove hanno potuto svolgere la visita esclusiva ad una delle sette meraviglie del mondo moderno: il Taj Mahal. La coppia vincitrice della prova immunità ha dovuto assegnare un handicap a due coppie avversarie consistente nel dover lavare un elefante in una pozza d'acqua ove solo dopo aver completato questa prova hanno potuto riprendere la loro corsa.

### 3ª tappa (Agra → Khajuraho)
La terza puntata andò in onda in prima visione il 27 settembre 2012 nella fascia di prime time su Rai 2.

#### Missioni
- Missione iniziale: ai giardini del Taj Mahal ogni coppia ha dovuto ricomporre una ciotola che sarebbe servita per la missione successiva; i pezzi a disposizione erano più di quelli necessari. La coppia che ha assemblato la ciotola più velocemente ha potuto scegliere uno dei mezzi di trasporto a disposizione che li avrebbe portati nella città di Jajau e, allo stesso tempo, ha assegnato gli altri mezzi alle altre coppie. I mezzi di trasporto sono stati un'automobile con aria condizionata per una coppia, un risciò per due coppie e un camioncino per le restanti quattro coppie.
- Seconda missione: le coppie hanno dovuto bere una zuppa a base di garam masala, una mistura di spezie molto piccante (vi è stato aggiunto un peperoncino molto forte, il Naga Jolokia), dopo aver consegnato la propria ciotola assemblata nella missione iniziale. Bevuta la zuppa, la coppia ha dovuto pescare da uno scrigno un foglietto e, se su di esso era presente la scritta "ritenta", la coppia doveva berne un'altra tazza, fino a quando non veniva pescato il foglietto con indicato il luogo del traguardo intermedio.
- Terza missione: prima della ripartenza per la seconda parte della tappa, ad ogni coppia è stato consegnato un libro del Kāma Sūtra. Una volta giunti a destinazione è stato chiesto di individuare le tre posizioni mimate dalle coppie di attori indiani poste di fronte a loro. In caso di risposte corrette, le coppie hanno ricevuto le indicazioni per giungere la destinazione; in caso di errore, le coppie sono state costrette a fermarsi per quindici minuti prima della ripartenza.

#### Prova immunità
All'interno del Chatri Palace, i componenti delle prime due coppie arrivate al traguardo intermedia hanno dovuto scegliere chi avrebbe impersonato il prigioniero e chi il salvatore. Ogni prigioniero è stato legato ed assicurato con due lucchetti mentre il salvatore ha dovuto recuperare le due chiavi per liberarlo. I salvatori hanno prelevato le chiavi all'interno di due teche contenenti dei serpenti. Una volta liberati i prigionieri, le coppie hanno dovuto recuperare da una cesta contenente tre chiavi ed un cobra l'unica corretta per aprire la cassaforte contenente una campanella.
Al termine della prova tutte le coppie, ad esclusione di quella dotata dell'handicap, hanno avuto la possibilità di consumare una cena all'italiana all'interno di un resort. La coppia immune ha avuto inoltre diritto a dormire in una suite mentre le restanti coppie sono state mescolate ed hanno passato la notte in alloggi comuni. Infine, la coppia vincitrice ha potuto trascorrere un'intera giornata in un centro benessere.

### 4ª tappa (Khajuraho → Gorakhpur)
La quarta puntata andò in onda in prima visione il 4 ottobre 2012 nella fascia di prime time su Rai 2.

#### Missioni
- Missione iniziale: le coppie hanno dovuto imparare i numeri da uno a dieci nella lingua locale, l'hindi. Ogni coppia ha appreso i nomi seguendo una lezione tenuta da alcuni studenti indiani e successivamente è stata esaminata da una professoressa che ha chiesto loro il risultato in hindi di una addizione e di una sottrazione. Solo in caso di risposte entrambe corrette le coppie sono potute partire per Varanasi mentre in caso di errore è stato necessario tornare in classe per poi ripresentarsi di fronte all'insegnante. Prima di iniziare la ricerca dei trasporti verso Varanasi le prime tre coppie sono state condotte sulla strada principale in scooter e le ultime quattro hanno dovuto ricorrere a un carretto trainato da buoi.

#### Prova immunità
Le prime tre coppie arrivate a Varanasi hanno potuto disputare la prova immunità al manmandir ghat, sul fiume sacro; il compito di ogni coppia è stato quello di recuperare una bandiera gialla, una arancione e una rossa utilizzando una piccola barchetta per coprire il breve tragitto verso una più grande contenente le bandiere. La prima coppia in grado di compiere i tre viaggi, di issare le tre bandiere ai bastoni e di posizionarle a tre diversi livelli della scalinata, ha dovuto trovare tra i sei scrigni disposti quello contenente una bandiera bianca, simbolo di vittoria.
La coppia vincitrice, oltre ad essersi aggiudicata l'immunità, ha potuto decidere se ripescare o meno la coppia degli attori, eliminata al termine della tappa precedente e "risorta" dal fiume sacro; il premio per questa prova è stato quello di poter assistere alla suggestiva preghiera sul Gange a Varanasi. Gli immuni hanno inoltre dovuto attribuire ad una coppia l'handicap della bandiera nera, ovvero la perdita di una posizione rispetto a quella finale per la coppia che possiede la bandiera a 10 km dal traguardo finale. La bandiera veniva consegnata alle squadre avversarie durante il viaggio verso il traguardo finale nel momento in cui la coppia detentrice della stessa avvistava altri concorrenti.

### 5ª tappa (Lumbini → Pokhara)
La quinta puntata andò in onda il 11 ottobre 2012 nella fascia di prime time su Rai 2.

#### Missioni
- Missione iniziale: le coppie, private delle loro calzature, sono dovute uscire dal tempio a piedi nudi e raggiungere tre grandi ceste piene di scarpe. Una volta trovate le proprie scarpe, le coppie le hanno indossate e sono dovute salire a bordo di una bicicletta; ad ogni coppia è stata assegnata una bandiera e i concorrenti hanno dovuto raggiungere il tempio fatto costruire dalla nazione corrispondente alla bandiera a disposizione. Qui un monaco, ricevuta la bandiera dai viaggiatori, ha consegnato loro cinque uova e una busta contendente le indicazioni per utilizzarlo; prima di raggiungere il traguardo intermedio le coppie hanno barattatato le uova con dieci manghi, da mostrare una volta giunti al parco nazionale di Chitwan.
- Seconda missione: ad ogni coppia è stato assegnato uno sherpa che ha seguito i concorrenti durante una traversata in barca a remi di un lago ed ha dovuto imparare il ritornello della canzone Nel blu dipinto di blu, da cantare una volta arrivati al traguardo finale. Giunti sulla sponda opposta, lo sherpa ha indossato uno dei due pesanti zaini di proprietà della coppia ed ha assistito i partecipanti lungo un ripido sentiero che li ha condotti alla Pagoda della Pace, dove lo sherpa ha dovuto dimostrare di aver imparato la canzone.

#### Prova immunità
Le prime due coppie arrivate al traguardo intermedio hanno avuto la possibilità di disputare la prova immunità. È stata messa a disposizione di ogni coppia una grossa cesta piena di frutta e un cestino con i bordi molto bassi; una volta riempito il più possibile il cestino, un componente della coppia è dovuto passare al di sotto di alcuni ostacoli in bambù e raggiungere una serie di ceppi in legno da percorrere in equilibrio senza mettere piede a terra. Successivamente ha dovuto camminare lungo una passerella ondulante sorretta ai lati da sei elefanti pronti a rubare la frutta; infine ha dovuto superare una pozza di fango, camminare lungo un'asse di equilibrio e depositare la frutta trasportata in una cesta. Raggiunta la cesta finale ogni componente ha consegnato il cestino al proprio compagno di viaggio, pronto a completare di nuovo il percorso. I frutti eventualmente finiti a terra non sono potuti essere raccolti e il tempo previsto per questa prova è stato di dieci minuti; la coppia vincitrice è stata decretata in base al peso della cesta contenente la frutta trasportata. Per ostacolare il compito dei concorrenti, ad ogni coppia è stato assegnato un elefante pronto a sfamarsi dei frutti accumulati nella cesta finale.
La coppia vincitrice, oltre ad essersi assicurata la possibilità di disputare la tappa successiva, è potuta avvicinarsi a bordo di un elicottero all'Himalaya, il "tetto del mondo"; ha inoltre assegnato ad una coppia l'handicap che in questa tappa è consistito nel portare al traguardo una statua in legno di Pinocchio alta 1,90 m.

### 6ª tappa (Pokhara → Kathmandu)
La sesta puntata andò in onda il 18 ottobre 2012 nella fascia di prime time su Rai 2.

#### Missioni
- Missione iniziale: le coppie hanno dovuto tessere un filo di lana più lungo possibile avendo a disposizione quindici minuti di tempo e grazie all'apprendimento della tecnica mostrata loro da alcune anziane donne. Al termine della prova tutti i partecipanti sono stati caricati a bordo di un camion ove i vincitori della tappa precedente hanno deciso la prima coppia da sfidare; coloro i quali fossero i detentori del filo più corto sono stati costretti a proseguire la gara in autostop mentre i detentori del filo più lungo hanno avuto la possibilità di continuare il viaggio in camion e di sfidare un'altra coppia. Terminate le sfide, tutte le coppie sono scese dal camion ed hanno proseguito il tragitto come da consuetudine.
- Seconda missione: le coppie arrivate a Kathmandu hanno seguito un percorso composto da quattro tappe grazie ad alcuni indizi contenuti all'interno di buste rosse; i luoghi visitati dalle coppie in gara sono stati: il tempio della dea Kumari di Kathmandu, il tempio di Nyatapola a Bhaktapur dedicato al dio Shiva, il tempio Krishna Mandir di Patan e, per ultimo, il tempio di Shiva Parvati che è stato inoltre il traguardo finale della tappa. Ogni coppia ha dovuto consegnare alle donne poste una in ogni luogo da raggiungere l'indizio precedente per ricevere il successivo e poter proseguire nel cammino verso la meta.

#### Prova immunità
Le prime tre coppie arrivate al Thankot Picnic Park di Kathmandu e la coppia ripescata dei ballerini si sono qualificate per la prova immunità divisa in due manche.
Nella prima manche di gioco sono state costituite due coppie e solo uno dei due componenti delle coppie originali ha potuto disputare la prova; costoro sono dovuti restare nella "posizione del loto", ovvero seduti a gambe incrociate con le braccia rivolte verso l'alto, sorreggendo una trave in legno. Il conduttore ha posto cinque domande ai concorrenti riguardanti la cultura dei luoghi visitati o le tappe principali del percorso svolto fin allora e un componente della coppia ha dovuto prenotarsi suonando una campanella, rispondendo personalmente nella prima manche e nella seconda dando la possibilità al proprio compagno di rispondere alla domanda. In caso di risposta sbagliata, la coppia è stata penalizzata posizionando una ciotola di riso del peso di 500 g sopra la propria trave; la risposta corretta è stata premiata penalizzando la coppia avversaria con il posizionamento di una ciotola di riso. Le coppie hanno potuto decidere di non prenotarsi e in questa occasione è stata aggiunta una ciotola di riso sulla trave di entrambe le coppie.
Al termine delle domande le due coppie hanno svolto una gara di resistenza fisica con l'imposizione di non far scendere la trave sotto l'altezza degli occhi.
La coppia che è resistita più a lungo è passata alla manche finale, momento in cui le coppie originali sono tornate a ricostituirsi; come nella manche precedente il conduttore ha posto cinque domande ai concorrenti e le eventuali risposte errate o domande non risposte sono state penalizzate con il posizionamento di una ciotola di riso sulla trave.
Finite le domande, la coppia che è resistita più a lungo ha vinto la prova immunità che, oltre alla qualificazione diretta alla tappa successiva, come bonus ha previsto la possibilità di andare a cena con il re della movida nepalese e di trascorrere una giornata di shopping nel centro di Kathmandu. L'handicap è stato invece assegnato ad una sola coppia ed è consistito nel viaggiare con gli zaini legati da una catena chiusa da un lucchetto.

### 7ª tappa (Shanghai → Qufu)
La settima puntata andò in onda il 25 ottobre 2012 nella fascia di prime time su Rai 2.

#### Missioni
- Missione iniziale: ad ogni coppia è stata fornita una scatola cinese che hanno dovuto aprire per passi successivi al termine di brevi prove intermedie. La prima prova è stata quella di trovare un ragazzo cinese tra il gran numero di persone presenti in una piazza di Shanghai e in questo sono stati aiutati solamente da una foto-indizio ritraente solo parte del viso (occhi e naso); trovata la persona indicata, alle coppie è stato permesso di aprire la prima scatola e portare con sé la seconda. In questa occasione i partecipanti si sono dovuti dirigere verso il centesimo piano del World Financial Centre di Shanghai dove all'interno di una cesta le coppie hanno dovuto trovare la chiave corretta per l'apertura del lucchetto posto a chiusura della scatola. Aperto il secondo contenitore, hanno avuto tra le mani l'ultimo dei tre e si sono trasferiti a Shaolin Road dove hanno potuto aprire la scatola e scoprire all'interno della stessa la presenza di un serpente; quest'ultimo è stato cucinato da un cuoco cinese ed è stato mangiato successivamente dai concorrenti. In conclusione le coppie si sono dirette verso il Ginger Tower Hotel ove la coppia che arrivata per prima si è potuta qualificare automaticamente per la prova vantaggio di Wuzhen e, come bonus, ha avuto la possibilità di pernottare nella Presidential Suite dell'albergo e assistere alla cerimonia tradizionale del tè.

#### Prova vantaggio
In questa prova ha potuto partecipare la prima coppia arrivata al villaggio di Wuzhen, oltre alla coppia precedentemente qualificata.
I concorrenti hanno dovuto appendere dei lunghi teli bagnati su una apposita griglia servendosi di una lunga asta di bambù, dopo aver appreso la tecnica da alcuni abitanti del luogo; su ognuno dei sette teli erano state stampate due lettere della parola "Pechino Express" e compito dei concorrenti è stato proprio quello di comporre la scritta affiancandoli nel minor tempo possibile. La coppia in grado di completare la prova nel minor tempo possibile si è aggiudicata il vantaggio.
La coppia vincitrice ha avuto dunque la possibilità di dare un handicap a tutte le altre e questo è consistito nel mischiare le coppie originarie. I concorrenti hanno dovuto viaggiare praticamente per tutto il resto della tappa con gli zaini legati da una catena chiusa da un lucchetto ed hanno dovuto chiedere a delle persone di scrivere un desiderio su una tavoletta di legno da portare successivamente al Tempio di Confucio.
Le coppie mischiate erano formate da:
- Marco Pizza e Debora Villa;
- Andres Gil e Alessandro Sampaoli;
- Barù e Anastasija Kuz'mina;
- Antonio Pizza e Costantino della Gherardesca.

Le coppie sono potute ricomporsi solo a ridosso del traguardo finale, ovvero il Tempio di Confucio, a Qufu, dove l'ultima coppia ad arrivare ha conosciuto il proprio destino solo leggendo il contenuto della "busta nera" nella quale può essere presente la scritta eliminati o non eliminati.

### 8ª tappa (Qufu → Weifang)
L'ottava puntata andò in onda il 1º novembre 2012 nella fascia di prime time su Rai 2.

#### Missioni
- Missione iniziale: i concorrenti dovevano aprire una caffetteria italiana e vendere almeno 10 caffè al prezzo di 10 yuan; i soldi incassati sarebbero poi stati consegnati successivamente al conduttore che le ha poi donate come offerte dei concorrenti al Monte Tai.
- Seconda missione: i concorrenti dovevano raggiungere la vetta del Monte Tai, affrontando una salita di 6600 gradini. Nella scalata le coppie avevano la possibilità di pescare in un vaso dei biglietti che avrebbero garantito loro un vantaggio, più o meno allettante (per esempio un massaggio ai piedi di dieci minuti o un facchino che avrebbe portato gli zaini per i cento gradini successivi) o un handicap. Le prime tre coppie giunte alla cima hanno partecipato alla prova vantaggio.
- Terza missione: tutte le coppie, esclusa quella vincitrice della prova vantaggio, dovevano scattare con delle macchine fotografiche istantanee, una per coppia, delle foto che li ritraevano mentre giocavano a Mahjong e praticavano Tai Chi con gli abitanti del posto. Le foto sarebbero poi state consegnate al conduttore all'arrivo a Weifang.

#### Prova vantaggio
Nella prova vantaggio, svoltasi nel Daimiao Temple, ogni concorrente doveva sollevare due cilindri, appoggiati ad un asse posta in cima ad una struttura in legno, nella posizione del Tai Chi detta dell'aquila sorreggendo i cilindri con i dorsi delle mani. Il concorrente che resisteva di più avrebbe dato la vittoria alla sua coppia.
La coppia vincitrice, quella dei fidanzati Simone e Malvina, è partita con dieci minuti di vantaggio rispetto agli altri concorrenti ed è stata esclusa dalla terza missione.

### 9ª tappa (Weifang → Tianjin)
La nona puntata andò in onda l'8 novembre 2012 nella fascia di prime time su Rai 2.

#### Missioni
- Missione iniziale: da People's Square, tutte le coppie hanno dovuto assemblare un aquilone a forma di aquila e farlo volare da un lato all'altro della piazza per una distanza di 150 metri senza fargli toccare terra ove se l'aquilone cadeva la coppia doveva ricominciare da capo, e solo in caso di prova riuscita i concorrenti potevano partire.
- Seconda missione: le coppie arrivate nei pressi di Kucha, dovevano recarsi in un allevamento di anatre, cercandone tre su un totale di 150 con al collo degli amuleti di colore rosso, bianco e nero e poi consegnarle all'allevatore che gli ha dato le indicazioni per la prova vantaggio.
- Terza missione: in una scuola elementare nei pressi di Tianjin, le coppie dovevano imparare alcuni ideogrammi del cinese riguardanti sette parti del corpo umano ove dopo 5 minuti di lezione di cinese essi venivano interrogati da una professoressa la quale sottoponeva i concorrenti a tre domande in cui se rispondevano in maniera errata dovevano ritornare in classe per ripetere la lezione altri 5 minuti, invece, in caso di risposta esatta veniva data loro l'indicazione per il traguardo finale.

#### Prova vantaggio
Le prime due coppie che sono arrivate al Yihe Manner Restaurant di Cangzhou (gli attori e i ballerini) si sono sfidate nella preparazione di sette ravioli ripieni tipici della cucina cinese che dovevano preparare in 30 minuti dopo che una cuoca gli ha insegnato la tecnica in cinese e alla fine sono stati giudicati da sette chef.
La prova è stata vinta dagli attori, che oltre a ripartire per primi, hanno assegnato tre handicap di partenza alle tre coppie avversarie indicati da tre clessidre ognuna riportante un tempo diverso: una da 10 minuti (assegnata ai ballerini), una da 15 minuti (assegnata a zio e nipote) e una da 30 minuti (assegnata ai fidanzati) dopo la partenza della coppia vincitrice della prova vantaggio.

### 10ª tappa (Haidian → Pechino)
La decima puntata andò in onda il 15 novembre 2012 nella fascia di prime time su Rai 2.

#### Missioni
- Missione iniziale: le coppie finaliste con un mazzo di dieci chiavi della macchina dovevano far partire trovando la chiave giusta uno dei dieci taxi che li avrebbero accompagnati per 15 km prima di prendere il tradizionale percorso in direzione della Grande Muraglia;
- Seconda missione: al cosiddetto passo Ju Yong Guan della Grande Muraglia Cinese, le tre coppie dovevano comporre un muro di 36 mattoni ricostruendo l'immagine di un dragone ove solo a lavoro concluso se un soldato valutava che il dragone raffigurato era stato preciso e corretto, i concorrenti ricevevano le istruzioni sul prosieguo del viaggio in direzione del Food Market di Pechino;
- Terza missione: le coppie finaliste arrivate al Food Market di Pechino dovevano mangiare su un tavolo a scelta uno dei seguenti animali ognuno con un punteggio diverso (da 1 a 10) che erano: scarabei, cavallette, millepiedi, gechi, scorpioni, tarantole e lucertole cucinate a regola d'arte, solo dopo aver totalizzato 10 punti i concorrenti potevano proseguire per il traguardo intermedio che era Piazza Tienanmen dove la coppia che è arrivata ultima è stata eliminata;
- Quarta missione: le ultime due coppie rimaste in gara, vicino allo Stadio Nazionale di Pechino prima di ripartire, dovevano affrontare un'altra prova ove i finalisti su un gruppo di 50 persone per coppia doveva cercare degli uomini che portavano su delle magliette nere il proprio nome. Ogni 30 secondi un uomo con un megafono chiamava 8 nomi di altrettanti cinesi disposti dietro i concorrenti ove le coppie dovevano cercarli e disporli nell'ordine esatto in cui sono stati chiamati. La coppia finalista vinceva se aveva posizionato per prima le otto persone nel giusto ordine, inoltre, come bonus partiva con 5 minuti di anticipo rispetto agli avversari ricevendo una delle sei magliette con una scritta di poche lettere che faceva parte dell'indicazione del traguardo finale;
- Quinta missione: le coppie con una foto indizio dovevano recarsi al 125º piano della CCTV Tower, cercare un uomo con una valigetta in cui vi era una chiavetta USB con scritto un messaggio che sarebbe stato svelato cercando un computer, il messaggio doveva essere memorizzato e poi riportato all'uomo della valigetta che avrebbe consegnato una seconda maglietta indizio e l'input per la missione successiva;
- Sesta missione: le coppie finaliste dovevano raggiungere l'antico quartiere degli Hutong, dove uno dei componenti della coppia bendato doveva attaccare tre lanterne cinesi ad un gancio; solo dopo aver superato la prova i concorrenti ricevevano una terza maglietta indizio e un'indicazione per proseguire il percorso;
- Settima missione: i finalisti dovevano recarsi alla Drum Tower, dove seguendo e memorizzando una sequenza di tamburi che componevano il numero di telefono di Emanuele Filiberto dovevano chiamarlo per proseguire nel cammino e ricevere una quarta maglietta indizio;
- Ottava missione: le coppie arrivate a Ritan Park dovevano scrivere su un foglio di carta di riso l'indicazione scritta in cinese da un calligrafo sul pavimento della piazza con l'acqua, farsela tradurre da qualcuno dei passanti e proseguire nel cammino, dopo aver ricevuto una quinta maglietta indizio;
- Nona missione: le coppie in direzione di Wang Fu Jing, dovevano trovare all'interno della piazza una signora con la sesta ad ultima maglietta che recitava la parte del traguardo finale; una volta trovata le coppie dovevano far indossare tutte le magliette indizio a cinque passanti e metterle nel giusto ordine; le magliette componevano la scritta "Temple of Heaven", cioè "Tempio del cielo", l'ultimo traguardo di Pechino Express.

## Ascolti

### Prima visione
| Puntata    | Messa in onda     | Telespettatori | Share |
| ---------- | ----------------- | -------------- | ----- |
| 1          | 13 settembre 2012 | 1 669 000      | 6,88% |
| 2          | 20 settembre 2012 | 1 784 000      | 6,81% |
| 3          | 27 settembre 2012 | 2 212 000      | 8,86% |
| 4          | 4 ottobre 2012    | 2 041 000      | 8,04% |
| 5          | 11 ottobre 2012   | 2 337 000      | 9,02% |
| 6          | 18 ottobre 2012   | 2 011 000      | 7,67% |
| 7          | 25 ottobre 2012   | 1 828 000      | 6,48% |
| 8          | 1º novembre 2012  | 2 020 000      | 7,41% |
| Semifinale | 8 novembre 2012   | 2 076 000      | 7,76% |
| Finale     | 15 novembre 2012  | 2 418 000      | 9,12% |
| Media      | Media             | 2 039 000      | 7,81% |

### Repliche/Riassunti
| Puntata | Messa in onda     | Telespettatori | Share         |
| ------- | ----------------- | -------------- | ------------- |
| 1       | 15 settembre 2012 | 991 000        | 7,46%         |
| 2       | 22 settembre 2012 | 1 284 000      | 7,64%         |
| 3       | 29 settembre 2012 | 697 000        | 5,06%         |
| 4       | 6 ottobre 2012    | 479 000        | 3,91%         |
| 5       | 13 ottobre 2012   | 527 000        | 3,89%         |
| 6       | 20 ottobre 2012   | 538 000        | 4,94%         |
| 7       | 27 ottobre 2012   | 516 000        | 3,48%         |
| 8       | Non trasmesso     | Non trasmesso  | Non trasmesso |
| 9       | 10 novembre 2012  | 782 000        | 5,17%         |
| 10      | Non trasmesso     | Non trasmesso  | Non trasmesso |

- Replica integrale
- Riassunto di 45 minuti

## Spin-off/Parodia
Nel corso del programma di Rai 2 della domenica pomeriggio Quelli che..., va in onda una sorta di spin-off/parodia del programma chiamato Sempione Express: Avventura a Milano, nel quale personaggi famosi, non in coppia, partendo da diverse zone di Milano, devono raggiungere lo studio, situato in corso Sempione, superando delle prove e, proprio come in Pechino Express, chiedendo passaggi agli abitanti della città. I concorrenti, uno diverso per ogni puntata, sono stati lo stesso Emanuele Filiberto di Savoia, conduttore del reality, Alba Parietti, Corrado Tedeschi, Gianluigi Paragone, Paolo Limiti, Ubaldo Pantani (con la partecipazione di Matteo Renzi), Nicola Savino (con la partecipazione di Costantino della Gherardesca e Barù), John Peter Sloan, Katia Ricciarelli, Attilio Romita e Vittorio Sgarbi.

## Errori
Durante la prova immunità della sesta tappa, la risposta alla domanda sulle più importanti divinità induiste si rivela essere Brahma, Shiva, Ganesh. In realtà, pur essendo quest'ultimo molto venerato, a completare la Trimurti è Vishnu.